# Snowdon Mountain Railway
| Ein Dampfzug verlässt die Kreuzungsstation Clogwyn. |                     |                         |                         |
| Streckenlänge: | 7,506 km            |                         |                         |
| Spurweite: | 800 mm (Schmalspur) |                         |                         |
| Maximale Neigung: | 182 ‰               |                         |                         |
| Minimaler Radius: | 50 m                |                         |                         |
| Zahnstangensystem: | Abt                 |                         |                         |
| |                     |                         |                         |
| \| \| \| Llanberis Lake Railway \| \| \| \| [1] 0,00 \| Llanberis SMR \| 108 m ASL \| \| \| \| Depot SMR \| \| \| \| \| (9 m) \| \| \| \| \| unterer Viadukt (152 m) \| \| \| \| \| oberer Viadukt (49 m) \| \| \| \| 0,81 \| Waterfall \| 181 m ASL \| \| \| \| Afon Hwch (15 m) \| \| \| \| \| (8 m) \| \| \| \| 1,78 \| Hebron \| 284 m ASL \| \| \| \| Llanberis Path \| \| \| \| 3,61 \| Halfway Wasserstation \| 500 m ASL \| \| \| 4,84 \| Rocky Valley \| 688 m ASL \| \| \| 5,42 \| Clogwyn \| 772 m ASL \| \| \| \| Llanberis Path \| \| \| \| 7,51 \| Summit, Hafod Eryri \| 1064 m ASL \| \| \| \| Snowdon \| 1085 m ASL \| \| \| \| \| \| \| Quellen: [2][3] \| \| \| \| |                     |                         |                         |
| Kopfbahnhof Streckenende |                     | Llanberis Lake Railway  | Llanberis Lake Railway  |
| | 0,00                | Llanberis SMR           | 108 m ASL               |
| Dienststation / Betriebs- oder Güterbahnhof |                     | Depot SMR               | Depot SMR               |
| Brücke über Wasserlauf |                     | (9 m)                   | (9 m)                   |
| Brücke |                     | unterer Viadukt (152 m) | unterer Viadukt (152 m) |
| Brücke über Wasserlauf |                     | oberer Viadukt (49 m)   | oberer Viadukt (49 m)   |
| ehemaliger Haltepunkt / Haltestelle | 0,81                | Waterfall               | 181 m ASL               |
| Brücke über Wasserlauf |                     | Afon Hwch (15 m)        | Afon Hwch (15 m)        |
| Brücke |                     | (8 m)                   | (8 m)                   |
| Bahnhof | 1,78                | Hebron                  | 284 m ASL               |
| Brücke |                     | Llanberis Path          | Llanberis Path          |
| Bahnhof | 3,61                | Halfway Wasserstation   | 500 m ASL               |
| Haltepunkt / Haltestelle | 4,84                | Rocky Valley            | 688 m ASL               |
| Bahnhof | 5,42                | Clogwyn                 | 772 m ASL               |
| Brücke |                     | Llanberis Path          | Llanberis Path          |
| | 7,51                | Summit, Hafod Eryri     | 1064 m ASL              |
| |                     | Snowdon                 | 1085 m ASL              |
| |                     |                         |                         |
| Quellen: |                     |                         |                         |

Die Snowdon Mountain Railway (SMR; walisisch Rheilffordd yr Wyddfa) ist die einzige Zahnradbahn in Großbritannien. Ihr Ausgangspunkt ist Llanberis im Norden von Wales. Die Bahn hat eine Spurweite von 800 mm. Die verwendeten Zahnstangen entsprechen dem System Abt.

## Geschichte

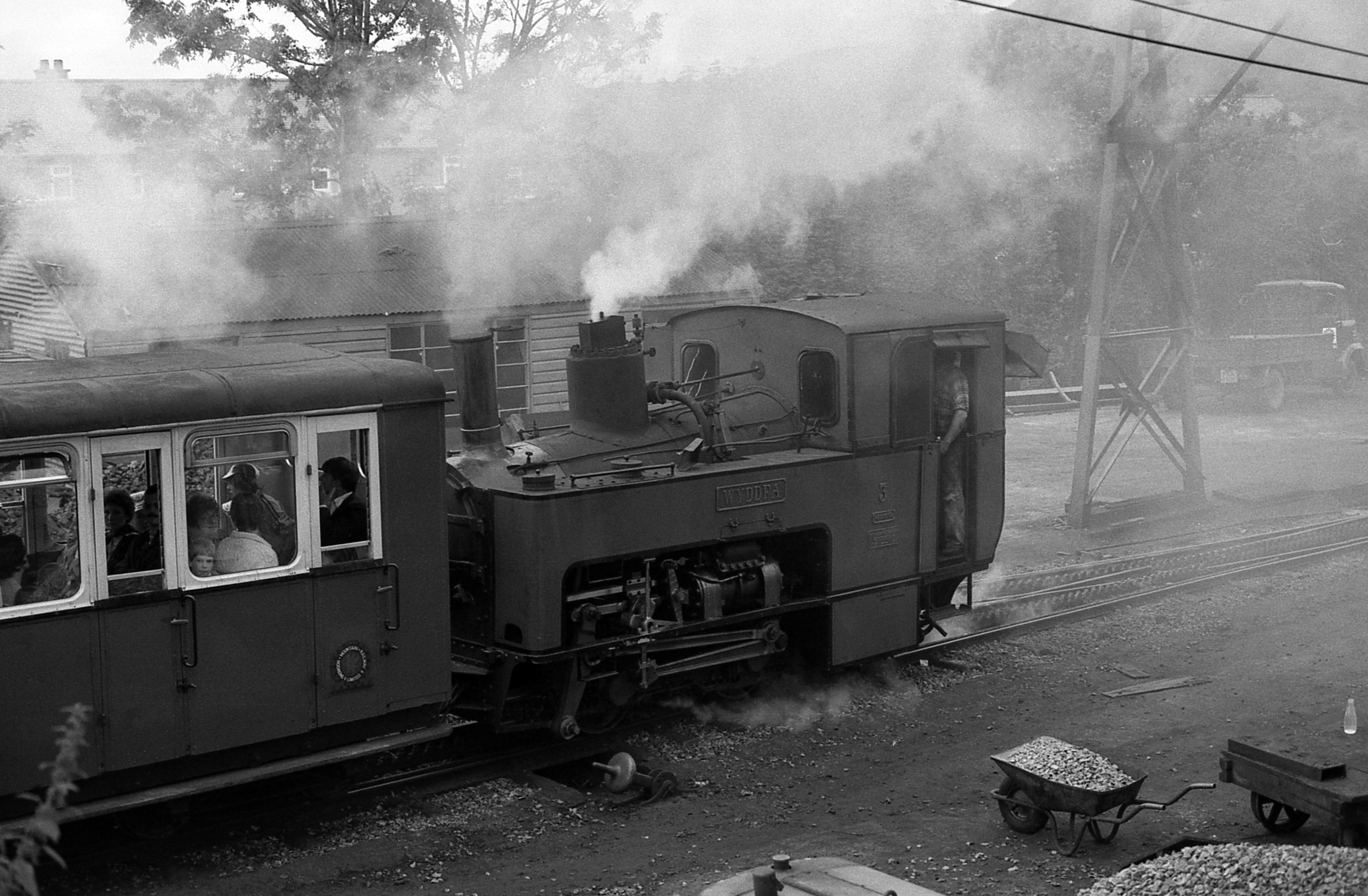
Zug mit Lok 3 Wyddfa (SLM 1895) verlässt den Ausgangspunkt Llanberis. (1970er-Jahre)

Bereits 1869 gab es die ersten Anregungen, eine Eisenbahnstrecke auf den Snowdon, den höchsten Berg in Wales, zu bauen, nachdem Llanberis einen Anschluss an das britische Eisenbahnnetz erhalten hatte. Der Besitzer der Ländereien ließ dies jedoch nicht zu, da er befürchtete, die Bahn würde das Landschaftsbild zerstören. Einige Jahre später rief jedoch ein Plan zum Bau einer Bahn von Rhyd Ddu her auf den Snowdon die Einwohner von Llanberis auf den Plan, die einen Rückgang der Tourismuseinnahmen befürchteten. Daher wurde die Snowdon Mountain Tramway and Hotel Company zum Bau der heutigen Bahn gegründet, wobei das Mitspracherecht des Landeigentümers auf ein Minimum reduziert wurde.
Im Dezember 1894 begann man mit dem Bau der Strecke und nach nur etwas über einem Jahr erreichte der erste Zug im Januar 1896 die Bergstation. Nach einigen kleineren Restarbeiten wurde die Bahn zu Ostern 1896 eröffnet. Bereits am Eröffnungstag, dem 4. April 1896, gab es jedoch den ersten schweren Unfall, als eine Lokomotive entgleiste und ein Stück weit den Berghang herabstürzte. Das Lokpersonal rettete sich durch einen Sprung aus der Lokomotive, unter den Passagieren gab es nur ein Todesopfer: Obwohl die Waggons von der automatischen Bremse auf der Strecke angehalten wurden, tat es ein Fahrgast dem Lokpersonal gleich und zog sich beim Sturz schwere Kopfverletzungen zu, an denen er später starb. Aus ungeklärten Umständen fuhr auch noch ein zweiter Zug in die Unfallstelle, richtete jedoch keinen größeren Schaden an.
Nach einigen Umbauten, bei denen unter anderem weitere Sicherheitsvorkehrungen ergänzt wurden, wurde die Strecke am 9. April 1897 wiedereröffnet und blieb seitdem mit Ausnahme des Zweiten Weltkriegs bis heute in Betrieb. 1962
wurde die Bahnlinie Caernarfon-Llanberis, die ursprünglich den Bau der Snowdon Mountain Railway angeregt hatte, eingestellt. Mittlerweile hatte sich in Llanberis mit der Llanberis Lake Railway eine neue Touristenattraktion entwickelt.

## Strecke

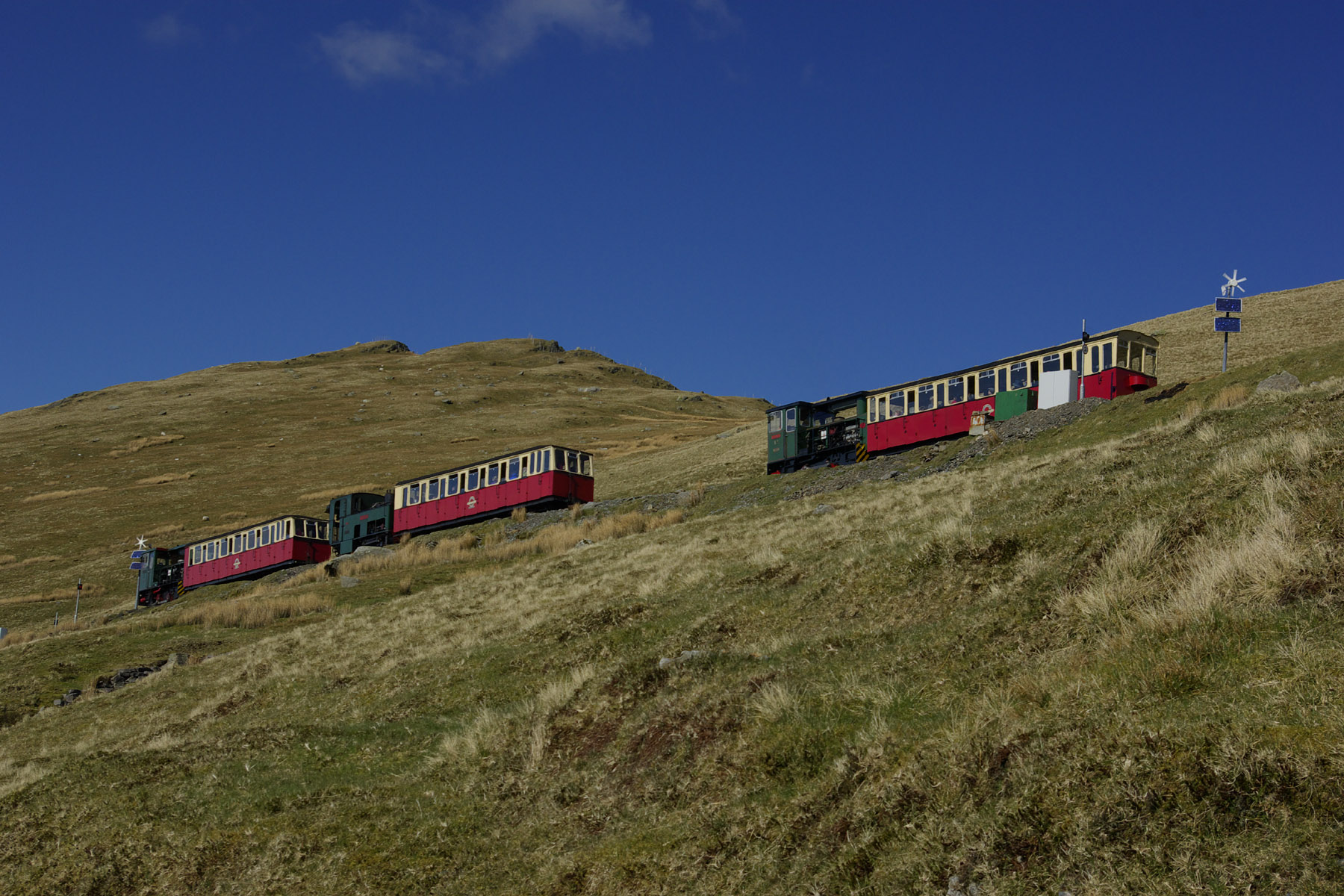
Drei Züge (erster und dritter mit Diesellok) unterhalb des Gipfels.

Auf einer Länge von ca. 7,5 km überwindet sie einen Höhenunterschied von ungefähr 1000 m von der Talstation in Llanberis (108 m ASL) bis knapp unterhalb des Gipfels des Snowdon (1085 m), des höchsten Berges von Wales. Die Strecke ist eingleisig und besitzt insgesamt sechs Stationen. Außer an den Endbahnhöfen befinden sich an drei der vier Stationen auf der Strecke Ausweichgleise, die so angeordnet sind, dass ein Zug zwischen ihnen jeweils 15 Minuten unterwegs ist. Daher kann maximal in einem 30 Minuten-Takt gefahren werden, wobei aber bei höherem Verkehrsaufkommen auch zwei Züge "auf Sicht", also in einem relativ kurzen Abstand hintereinander fahren können.
Am Talbahnhof Llanberis befinden sich auch die Verwaltung und das Betriebswerk der Bahn. Nach einem kurzen relativ flachen Streckenabschnitt beginnt recht bald die starke Neigung von 182 ‰, wegen derer die Bahn als Zahnradbahn errichtet wurde. Die beiden folgenden Stationen, Hebron Station auf einer Höhe von 284 m und Halfway Station auf 500 m, sind heute nicht mehr mit Bahnpersonal besetzt, man darf dort auch nicht ein- oder aussteigen. Die vierte Station, Rocky Valley Halt (688 m), wird als Endstation genutzt, wenn die Züge wegen widriger Witterungsbedingungen nicht bis zur Bergstation verkehren können, daher befindet sich hier auch ein Bahnsteig, jedoch kein Umfahrgleis wie auf den anderen Stationen.
Es folgt ein längerer Abschnitt, in dem die Bahn auf einem relativ schmalen Bergrücken weiter ansteigt, bis die nächste Station, Clogwyn Station (772 m), erreicht wird. Hier ist ein Aussteigen ebenfalls nicht erlaubt. Sofern noch freie Plätze vorhanden sind, darf man aber in talwärts fahrende Züge einsteigen. Schließlich wird die Bergstation (Summit, Hafod Eryri, 1064 m) erreicht. Von dort aus führt ein Fußweg auf den 20 m höher gelegenen Gipfel des Snowdon.

## Fahrzeuge

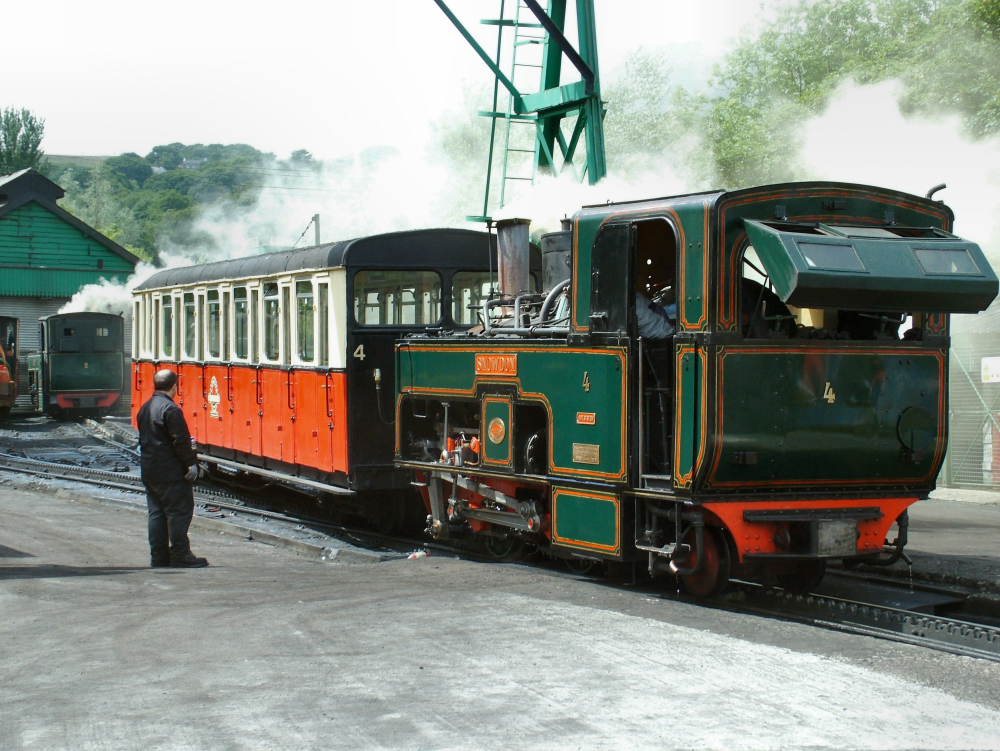
Lokomotive Nr. 4 in Llanberis.

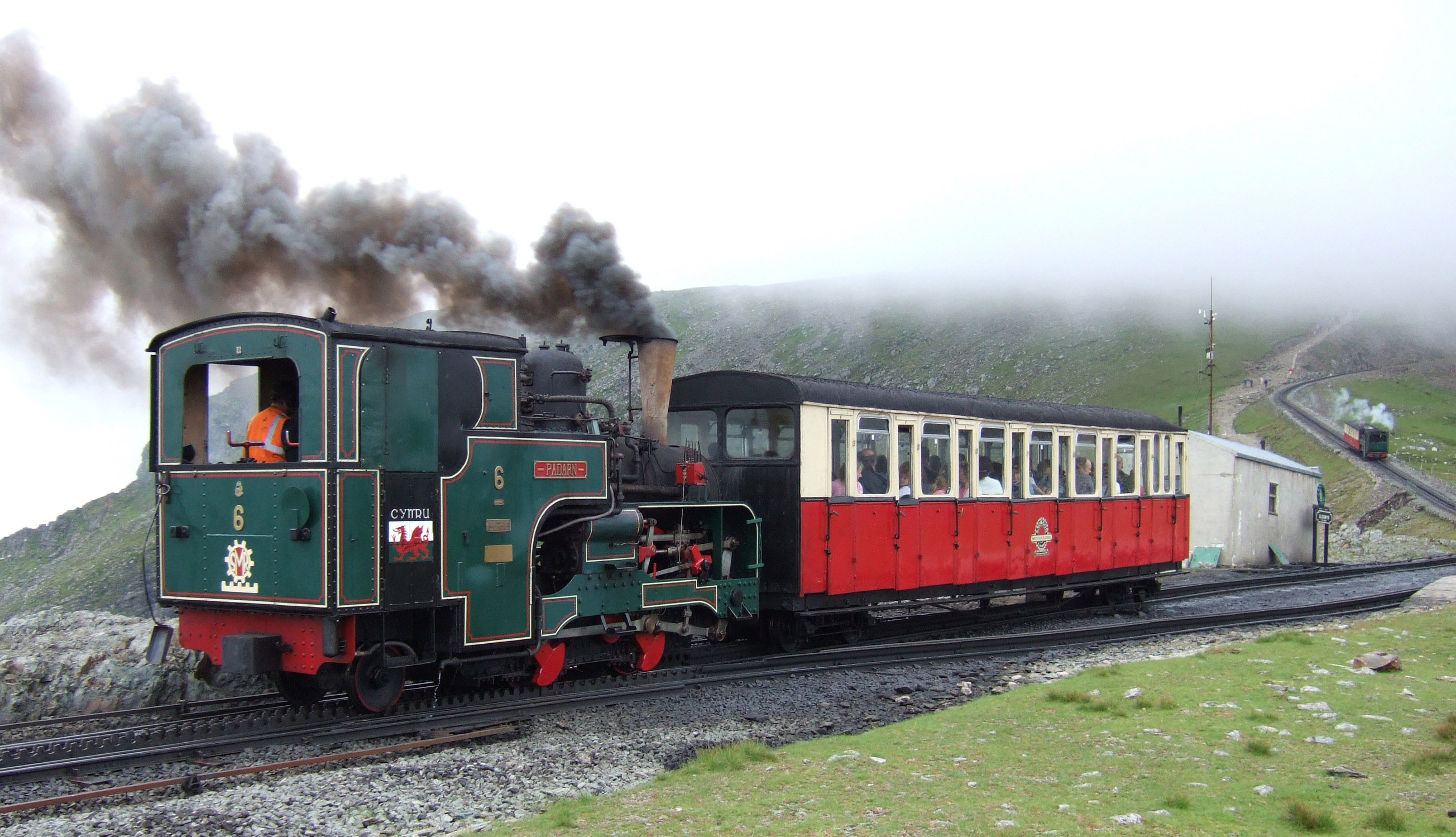
Zug mit Lok Nr. 6 in Clogwyn

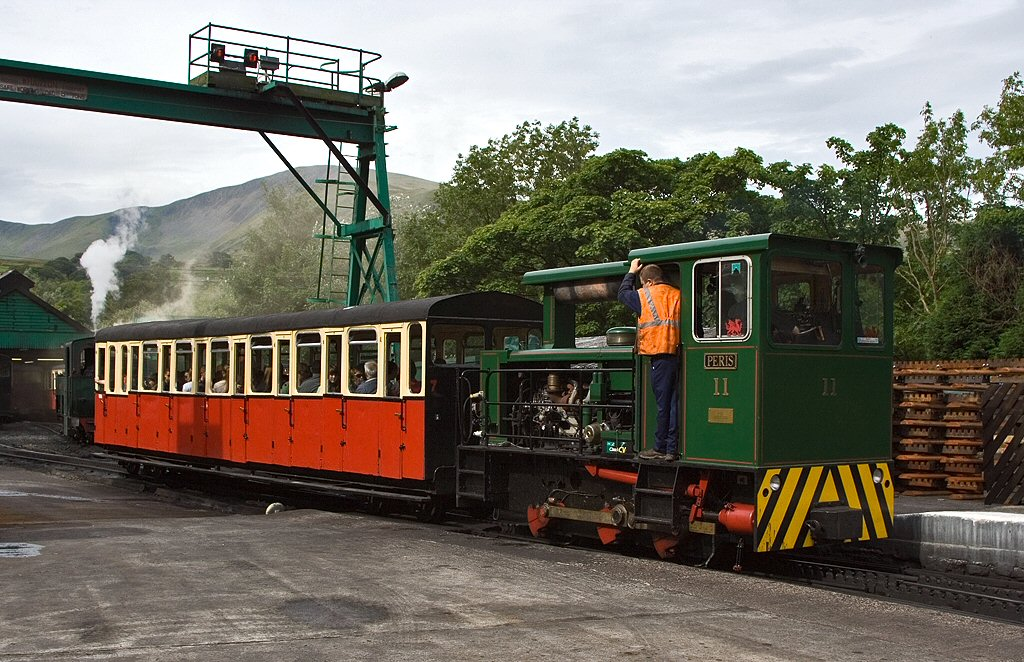
Zug mit Diesellok 11 in Llanberis.

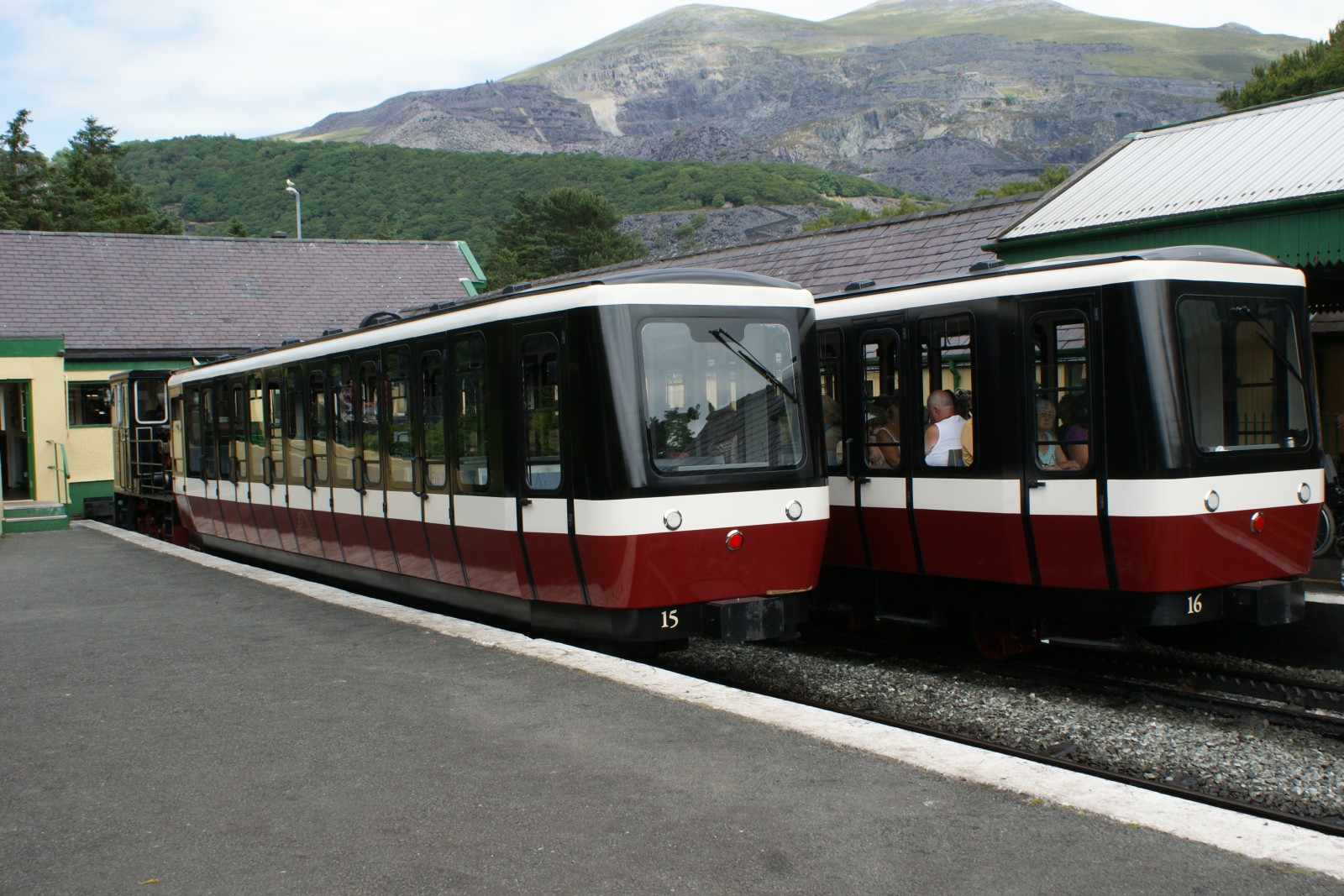
Zwei Züge in der Talstation, bestehend aus den Vorstellwagen 15 und 16 mit den Dieselloks 12 und 9

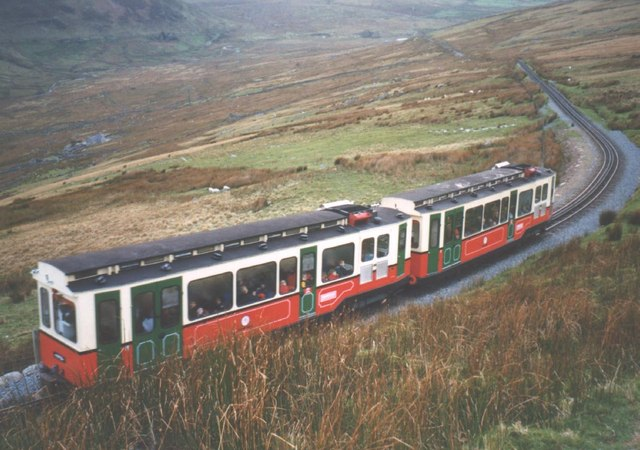
Zwei der kurzlebigen Dieseltriebwagen auf der Strecke.

Die Bahn wurde 1896 eröffnet, bis heute befinden sich einzelne von der SLM gebaute Dampflokomotiven mit passenden Vorstellwagen aus dem Eröffnungsjahr im Einsatz. Die Hauptlast des Verkehrs tragen heute vier Diesellokomotiven (Nummern 9–12) aus den Jahren 1986–1992 mit vier 74-plätzigen Vorstellwagen (Nummern 14–17) von 2013. Drei Dieseltriebwagen von 1995 durften, weil sie nur über je ein Zahnrad verfügen, nur als zwei- oder dreiteilige Einheit verkehren. Die Triebwagen wurden jedoch aufgrund der geringeren Zuverlässigkeit seit 2001 (Triebwagen 21) bzw. 2003 (Triebwagen 22 und 23) nicht mehr eingesetzt und 2010 verschrottet.
Ein Zug besteht normalerweise aus einer Lokomotive und einem Vorstellwagen, der grundsätzlich bergseitig läuft. Außerdem befährt an jedem Morgen ein works train die gesamte Strecke, der nicht nur für Arbeiten eingesetzt wird, sondern auch die Versorgung der Bergstation sicherstellt.
| Nr. | Name        | Baujahr                   | Bauart           | Bemerkungen                                                             |
| --- | ----------- | ------------------------- | ---------------- | ----------------------------------------------------------------------- |
| 1   | L.A.D.A.S.  | 1895 SLM 923              | Dampflok         | Am Eröffnungstag bei Unfall zerstört                                    |
| 2   | Enid        | 1895 SLM 924              | Dampflok         | in Betrieb                                                              |
| 3   | Wyddfa      | 1895 SLM 925              | Dampflok         | in Betrieb                                                              |
| 4   | Snowdon     | 1896 SLM 988              | Dampflok         | Revision vorgesehen                                                     |
| 5   | Moel Siabod | 1896 SLM 989              | Dampflok         | auswärts eingelagert                                                    |
| 6   | Padarn      | 1922 SLM 2838             | Dampflok         | Revision vorgesehen                                                     |
| 7   | Ralph       | 1923 SLM 2869             | Dampflok         | auswärts eingelagert                                                    |
| 8   | Eryri       | 1923 SLM 2870             | Dampflok         | auswärts eingelagert                                                    |
| -   | -           | 1949                      | Diesellok        | 1972 erworben, geplante Umspurung nicht ausgeführt, 1978 weiterverkauft |
| 9   | Ninian      | 1986 Hunslet 9249         | Diesellok        | in Betrieb                                                              |
| 10  | Yeti        | 1986 Hunslet 9250         | Diesellok        | in Betrieb                                                              |
| 11  | Peris       | 1991 Hunslet-Barclay 9305 | Diesellok        | in Betrieb                                                              |
| 12  | George      | 1992 Hunslet-Barclay 9312 | Diesellok        | in Betrieb                                                              |
| 21  | -           | 1995                      | Dieseltriebwagen | 2010 verschrottet                                                       |
| 22  | -           | 1995                      | Dieseltriebwagen | 2010 verschrottet                                                       |
| 23  | -           | 1995                      | Dieseltriebwagen | 2010 verschrottet                                                       |

## Sonstiges
Die Eisenbahn ist Mitglied der Great Little Trains of Wales.
Der Reverend Wilbert Vere Awdry führte im neunzehnten Buch seiner Railway Series Mountain Engines die Culdee Fell Railway ein, dessen Lokomotiven, Orte und Ereignisse, auf denen der Snowdon basierten, ähnlich wie die Skarloey Railway auf der Talyllyn Railway basiert. In der TV-Adaption Thomas, die kleine Lokomotive & seine Freunde kam die Culdee Fell Railway nicht vor, da die Möglichkeiten für Geschichten sehr beschränkt waren und die Herstellung von den Modellen sehr kompliziert gewesen wäre. 2012 wurde jedoch bestätigt, dass die Culdee Fell Railway im TV-Universum existiert, obwohl sie nie gezeigt wurde.